# Deva

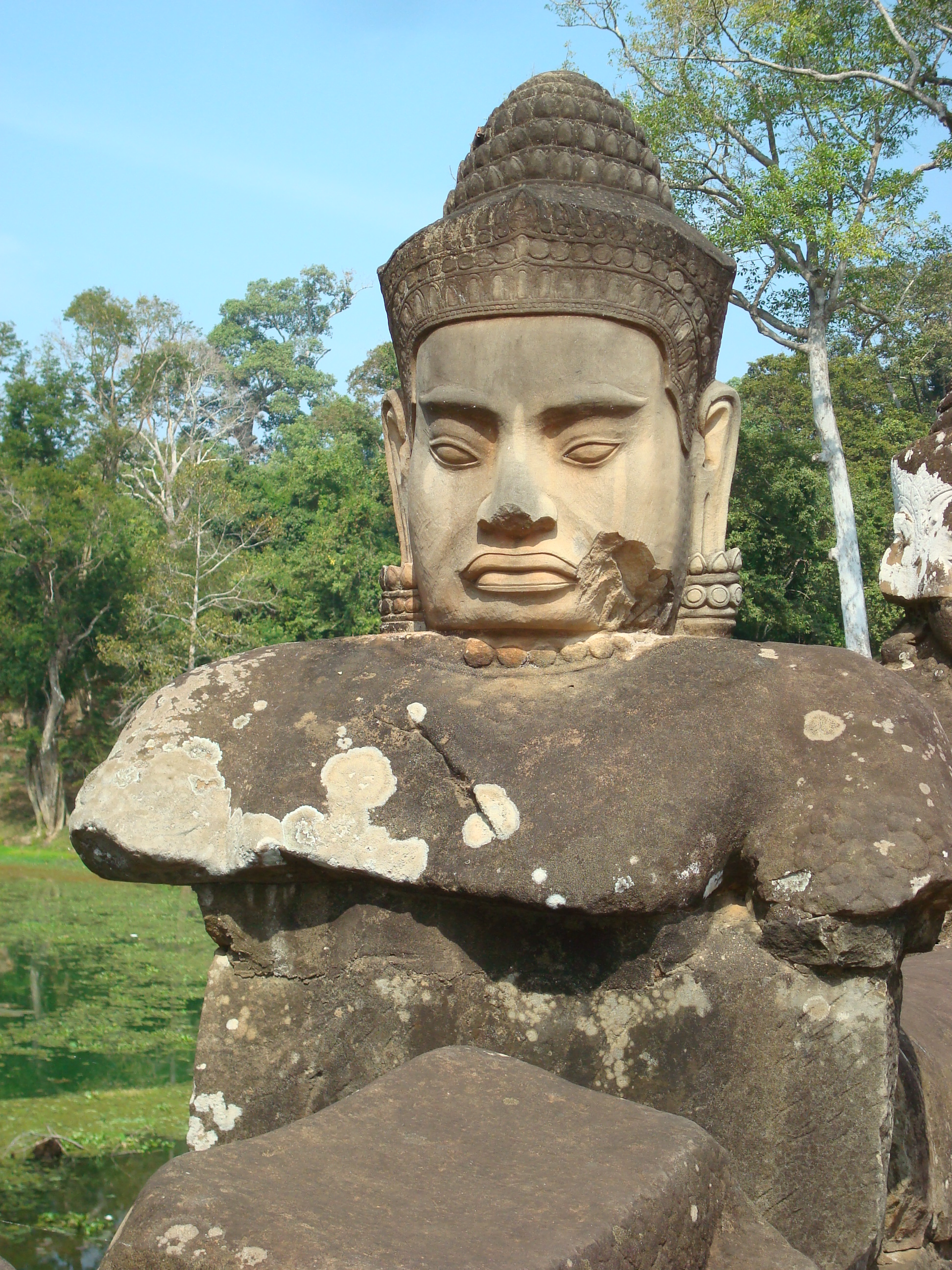
Scultura di Deva posta davanti alla porta sud di Angkor Thom.

Deva (devanāgarī देव, sanscrito vedico devá) è un termine sanscrito che come aggettivo indica ciò che è divino o celeste, mentre come sostantivo maschile indica la divinità o un dio. Raramente può indicare un demonio malvagio. La parola è affine al latino divus, variante di deus "dio", da cui deriva l'aggettivo divinus "divino".

## Origine e significato del terminedeva
Il termine deva (colui o ciò che "emana luce"), origina dal sostantivo maschile sanscrito dív (nominativo dyaus; "brillare", "emettere luce", "splendore", "giorno", "cielo";  dív nel sanscrito più tardo acquisisce anche genere femminile) e indica il dio, la divinità.
Così la raccolta di inni più antica dei Veda, il Ṛgveda (XX-XV secolo a.C.):
(Ṛgveda I,89,2)
Da notare che nei primi inni dei Veda un altro termine comune per indicare le divinità è asura:
(Ṛgveda, I, 35)
Così con il termine asura vengono indicati nel Ṛgveda  varie deità tra cui: Savitṛ (I, 35, 10), Varuṇa (I, 24, 14), Rudra (II, 1, 6), Indra (I, 174,1), Agni (V, 12, 1) e Soma (IX, 72,1).

## Gli dèi vedici
Tradizionalmente vengono elencate in trentatré (trayastrimsas) le divinità vediche, questo perché nel Ṛgveda tale numero viene spesso citato senza però elencare tali divinità.
Nei successivi commentari in prosa denominati Brāhmaṇa (intorno al X secolo a.C.) questi deva vengono suddivisi in:
- Otto vasu;
- Undici rudra;
- Dodici āditya;
- Due aśvin

### Gli Āditya

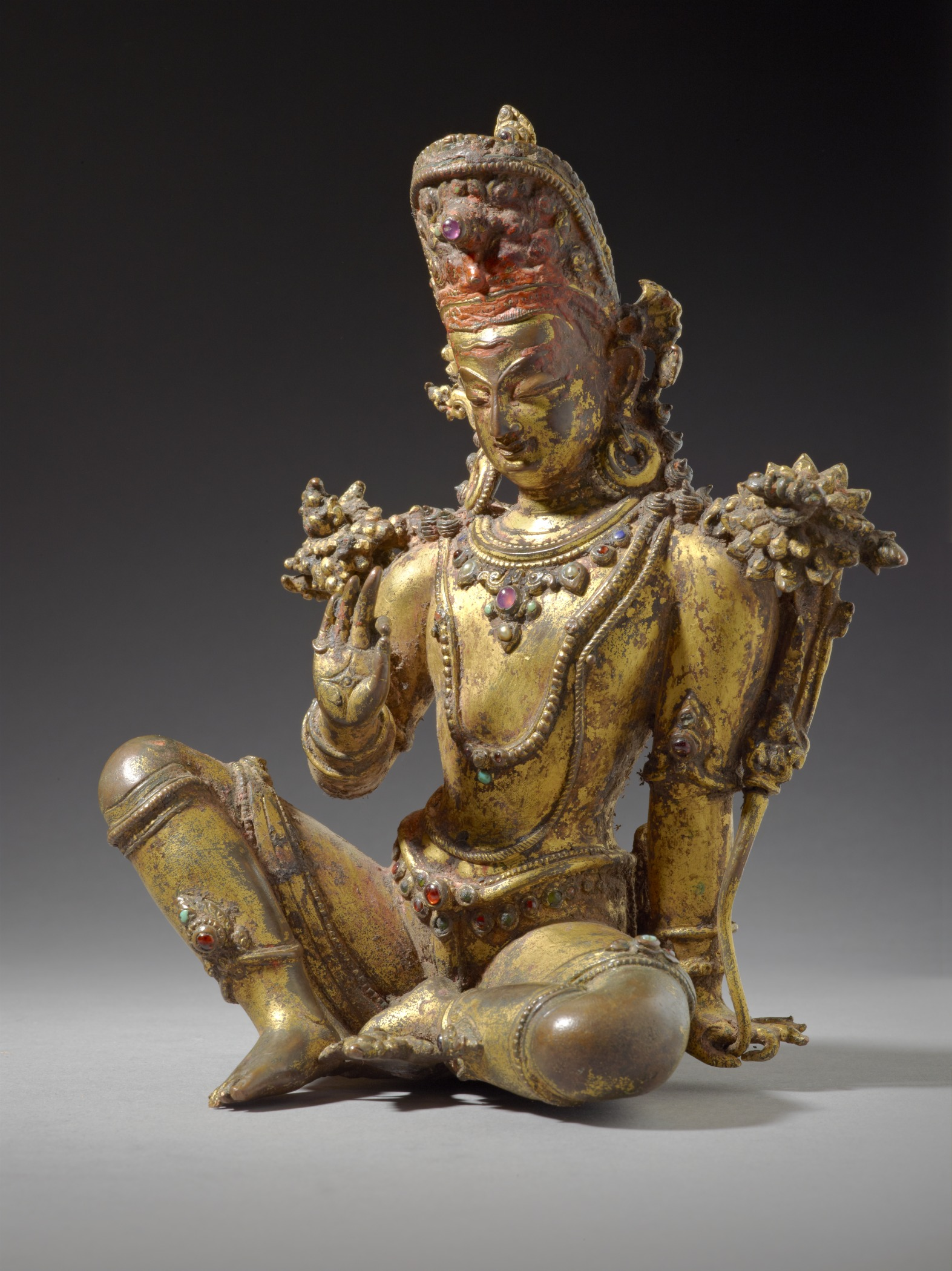
Indra

Gli Āditya sono i figli della dea Aditī (lett. "infinito") e sono connessi alle divinità della luce e alla regalità. Quando vengono citati nel numero di sette si intende indicare il Sole (Savitṛ, anche Savitar o Sūrya), la Luna e i cinque pianeti allora conosciuti.
Gli Āditya esplicitamente elencati come tali nei Veda sono sei:
- Varuṇa è sicuramente il più importante Āditya e tra le divinità fondamentali degli inni vedici; è strettamente collegato con la nozione di Ṛta;
- Mitra è un dio minore negli inni vedici e si invoca per sigillare alleanze o contratti;
- Aryaman è il deva legato al matrimonio e all'ospitalità;
- Bhaga è il dio legato alla funzione del sovrano quando distribuisce la preda di guerra o i prodotti collettivi tra i membri adulti delle tribu arie, è legato alla eredità dei beni;
- Dakṣa negli inni vedici è il garante dell'efficacia e del successo del sacrificio;
- Aṃśa è collegato e invocato per l'acquisizione dei beni mediante la buona sorte.

Ma nei successivi Brāhmaṇa diverranno dodici, aggiungendo i seguenti sei Āditya a quelli "vedici":
- Tvaṣṭṛ (anche Tvaṣṭar), il divino artigiano che può assumere qualsiasi aspetto (Atharvaveda XII,3,33). Ha costruito il vajra di Agni, ma anche il calice degli Dei (Ṛgveda, I,20,6). Si invoca per avere figli.
- Pūṣan vedi dopo.
- Vivasvat (splendente), epiteto del Sole.
- Savitṛ (anche Savitar[3], colui che rende vivi), epiteto di Sūrya, divenuto successivamente l'Āditya per eccellenza.
- Śakra (potente) epiteto di Indra.
- Visnù vedi dopo.

### Indra
È la divinità più menzionata nei Veda. Dio del tuono, della pioggia, dei fenomeni celesti e della guerra, non è elencato tra gli Āditya anche se una volta viene indicato come tale ( Ṛgveda, VIII, 52,7). Viene a volte indicato anche come asura. Con il vajra (la folgore), ha ucciso il serpente (o drago) cosmico Vṛtra.

### Agni
È la divinità collegata al sacrificio vedico (Yajña) e rappresenta il fuoco sacrificale.

### Soma
Indica la bevanda sacrificale, la pianta da cui si estrae, ma anche un Dio. In quanto tale possiede spesso l'epiteto di "re".

### Visnù
È indicato come Āditya nei Brāhmaṇa ma non negli inni vedici dove viene menzionato solo marginalmente, come compagno di Indra nella lotta contro Vṛtra. Acquisirà notevole importanza nell'Induismo.

### Rudra
È l'aspetto distruttivo di Agni, terribile dio guerriero urlante (Rudra in sanscrito conserva il duplice significato di "rosso" o "colui che grida"). Nell'Induismo verrà identificato con Śiva.

### Trita
È un Indra 'minore'. Uccisore anche lui di Vṛtra. Nei Brāhmaṇa è considerato il fuoco sacrificale che si nasconde per evitare il suo feroce dovere e quindi è collegato ad Agni.

### Gli Aśvin
Gli Aśvin (possessori di cavalli), o secondo una denominazione più antica Nāsatya, sono due deva gemelli e guerrieri montati sul carro con cui trasportano Sūryā.

### I Marut
Compagni di Indra e figli di Pṛśni, da alcuni studiosi identificati con gli undici Rudra. Guerrieri sul carro, aiutano Indra contro il serpente Vṛtra.

### Vāyu
Il deva del vento. Per questo legato al respiro e successivamente collegato al prāṇa, il respiro della vita.

### Pūṣan
Protettore delle strade e quindi della transumanza delle vacche (ricchezza primaria nella società vedica e quindi puṣ ovvero 'prospero'). In quanto tale protettore anche del cammino del Sole e quindi divinità solare.

### Il conflitto tradevaeasura
Jan C. Heesterman ha riassunto i diversi approcci che gli studiosi hanno offerto negli ultimi cento anni al tema della "mitologia" vedica. Da Abel Henri Joseph Bergaigne (1838-1888) a Hermann Oldenberg (1854 -1920) a George Dumézil (1898-1986) a Franciscus Bernardus Jacobus Kuiper (1907-2003). Le interpretazioni sul tema variano da un indirizzo 'naturalistico' (lettura di fenomeni atmosferici, ad es. Bergaigne), da un indirizzo 'ritualistico' (necessità cultuali, ad es. Bergaigne che lo incrocia con quello 'naturalistico'), da un indirizzo 'sociologico' (ideologie sociali, ad es. Dumézil), fino ad un indirizzo puramente 'cosmogonico' (spiegazione della genesi del cosmo, ad es. Kuiper).
Tuttavia, riprendendo Kuiper, Heesterman nota che se la genesi del cosmo si fonda sulla distruzione dell'unità primordiale con l'impresa di Indra, riportata ad esempio nel Ṛgveda.
(Ṛgveda,I,32,2-4)
E la conseguente separazione tra gli asura, legati alla stato primordiale, sconfitti e detronizzati, dai deva. Tale descrizione del conflitto e della separazione si può chiaramente riscontrare, tuttavia, solo nei Brāhmaṇa che nei Veda:
(Jan C. Heesterman. Op. cit.)
È quindi con i Brāhmaṇa che l'India antica si avvia a mettere ordine non solo nei rituali ma nei racconti fondanti gli stessi.

## I Deva nella teosofia

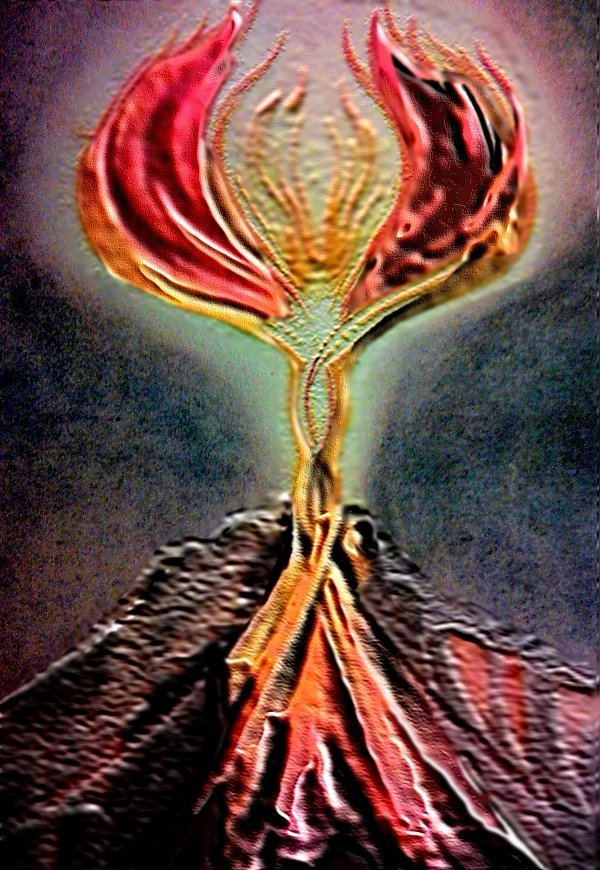
Il Deva di Table Mountain in Sudafrica, raffigurato secondo le indicazioni di Hodson nel suo libro Il Regno degli Dei (1952)

Il termine è stato ripreso in occidente nell'ambito della letteratura teosofica, a partire dagli scritti della Blavatsky, per indicare una sorta di spiriti della natura, intermedi tra le gerarchie divine e gli esseri elementali terrestri.
A differenza degli umani, i Deva descritti dalla teosofia non dispongono di un corpo denso, poiché dimorano nei livelli di esistenza superiori a quello terrestre, come il piano astrale, mentale e causale (o buddhico); quest'ultimo viene anche chiamato Devachan, corrispettivo del Devaloka induista.
Essi risultano in tal senso vicini alla nozione occidentale di angelo.
Secondo il teosofo Geoffrey Hodson i Deva possono essere suddivisi in:
- spiriti delle nazioni, che presiedono ognuno ai destini di uno specifico popolo;
- angeli della forma umana, che favoriscono l'incarnazione delle anime umane nelle condizioni storiche e ambientali più adatte;
- spiriti della religione, che ispirano la nascita e lo sviluppo dei movimenti spirituali;
- le anime di gruppo, a cui appartengono le diverse specie animali, di cui essi assistono l'evoluzione;
- deva della natura, che dimorano in luoghi ed elementi naturali come fiumi, montagne, foreste, ecc.[10]